# Радуловац
Радуловац (алб. Radulloc) је насеље у општини Клина, Косово и Метохија, Република Србија. Налази се на левој страни Белог Дрима, удаљен 5 км северозападно од Клине.

## Историја
Стефан Дечански је 1326. именовао судије-поротнике који су имали да одреде међе хиландарског поседа у Хвосну "стариника Ђуроја Оливера из Радиловц". У турском попису из 1485. године у селу је уписано 7 српских кућа. У Дечанском поменику уписани су Срби дародавци и поклоници из села Радуловци, а од 1776. до 1780. били су уписивани и у Девички поменик. У селу су постојали остаци старог српског гробља и црквишта. У периоду од маја до јуна 1999. године Албанци су протерали све Србе из села.

## Становништво
| Година       | 1948 | 1953 | 1961 | 1971 | 1981 | 1991 |
| ------------ | ---- | ---- | ---- | ---- | ---- | ---- |
| Становништво | 221  | 295  | 349  | 422  | 499  | 596  |

|  |